# Jochen Severin

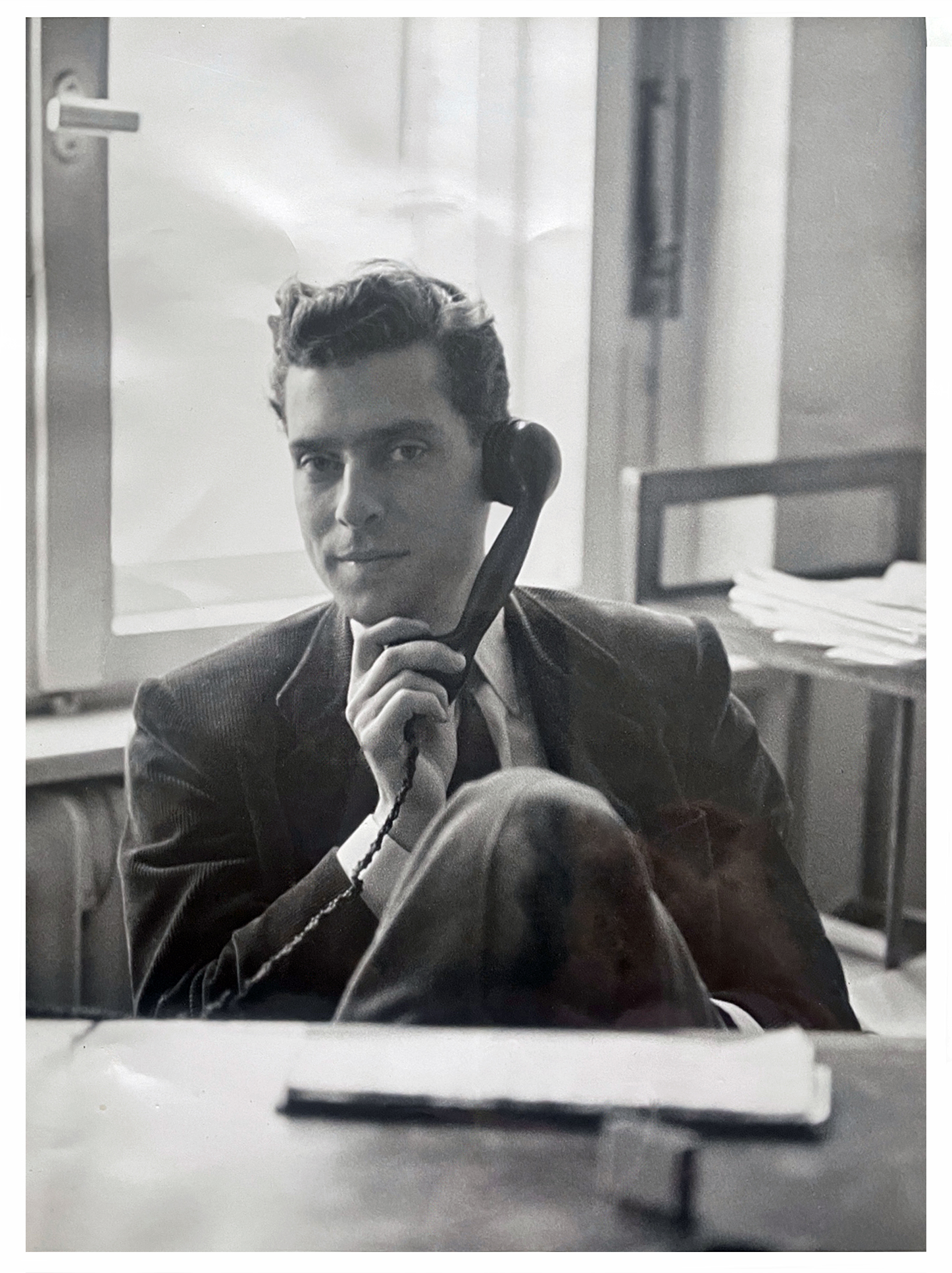
Jochen Severin ca. 1950

Joachim (Jochen) Severin (* 18. Juni 1927 in Hagen; † 2. April 1995 in Berlin) war ein deutscher Journalist, Kaufmann, Verleger und Filmproduzent.

## Leben
Jochen Severin war Angehöriger der Familie Severin und der Sohn von Walter Severin (1891–1960), der in den 1920er Jahren einer der prominentesten Buchhändler in Deutschland war. Als sogenanntem „Halbjuden“ wurde es ihm verwehrt, eine höhere Schul- und Ausbildung zu absolvieren. Dadurch war Severin Autodidakt.
Nach dem Zweiten Weltkrieg übte Severin verschiedene journalistische Tätigkeiten aus. Zuerst war er Reporter für den „Berliner“, eine deutschsprachige Zeitung im britischen Sektor Berlins, dann gründete er den „Tagesspiegel“ mit, für den er bis 1947 arbeitete. Er wechselte im selben Jahr zur „Neuen Zeitung“ und war anschließend von 1954 bis 1955 als freier Journalist tätig. In den Jahren 1956 bis 1958 war er Pressechef der Gloria-Film in München. Danach betätigte er sich als Filmproduzent. Seit 1965 war er Geschäftsführer der Finanz- und Handels-AG, die als wirtschaftliches Dach für seine Filmproduktionen und Immobilienverwaltung diente. 1980 gründete er gemeinsam mit Wolf Jobst Siedler den Verlag Severin & Siedler, der sich auf politische und historische Literatur konzentrierte. Im Jahr 1983 trennten sich Wolf Jobst Siedler und Jochen Severin. Der Verlag wurde als Siedler Verlag weitergeführt und Jochen Severin gründete noch im selben Jahr den Quadriga-Verlag, den er 1986 krankheitsbedingt verkaufte. Heute ist der Quadriga Verlag Bestandteil der Bastei Lübbe Verlagsgruppe.
Der Künstler Heinz Trökes war mit Severins Schwester verheiratet.

## Filmographie (Auswahl)
Direktor
- Weltstädte – 1 Unterhaltungsprogramm (1964)
- Ein Tag in Berlin (1970)

Autor
- Goldjunge (1988)

Produzent
- Die Brücke (1959)
- Das Wunder des Malachias (1961)